# Alexandru Sorian
Alexandru Ioan Sorian (n. 5 ianuarie 1991, Sânmartin) este un fotbalist român, care evoluează pe postul de mijlocaș stânga la clubul din Liga a III-a, Luceafărul Oradea.